# Baccio Bandinelli
Bartolommeo Brandini, mais conhecido como Baccio Bandinelli (Florença, 7 de outubro de 1488 - idem, c. 7 de fevereiro de 1560) foi um desenhista e pintor da Itália, mas foi mais lembrado como escultor.
Era filho de um insigne ourives e com ele foi iniciado na arte. Mais tarde se aperfeiçoou com Giovanni Francesco Rustici. Tornou-se um dos importantes artistas do Maneirismo italiano, e foi professor de Vasari e Il Salviati. Seus filhos Clemente Bandinelli e Michelangelo Bandinelli também foram artistas. Entre suas obras principais estão o grupo de Hércules e Caco, uma cópia do Laocoonte, tumbas para os papas Leão X e Clemente VII, um busto de Cosimo I de' Medici, uma Pietà, e estátuas de Ceres e de Orfeu.